# Чінголо рудокрилий
Чі́нголо рудокрилий (Peucaea carpalis) — вид горобцеподібних птахів родини Passerellidae. Мешкає в Мексиці і США.

## Опис
Довжина птаха становить 12-14 см. Забарвлення загалом світло-сіре, схоже на забарвлення самиці хатнього горобця (Passer domesticus). На спині коричневі смужки, тім'я і крила рудуваті. Від дзьоба ідуть чорні смужки. Горло білувате. Нижня частина дзьоба жовтувата.

## Підвиди
Виділяють три підвиди:
- P. c. carpalis Coues, 1873 — південний захід США, північно-західна Мексика;
- P. c. bangsi (Moore, RT, 1932) — Сонора і північ Сіналоа ;
- P. c. cohaerens (Moore, RT, 1946) — Сіналоа.

## Поширення й екологія
Рудокрилі чінголо поширені в США (штати Нью-Мексико й Аризона) і в Мексиці (штати Сонора і Сіналоа). Мешкають на пустищах, порослих чагарниками й кактусами, на піщаних схилах і осипах, порослих чагарником, поблизу іригаційних каналів і струмків на висоті до 1200 м над рівнем моря.

## Раціон
Зазвичай рудокрилі чінголо харчуються насінням. Під час сезону розмноження вони активно полюють на комах, ловлячи їх в польоті або шукаючи серед чагарників.

## Розмноження
Сезон розмноження триває в липні-серпні. Гніздо розміщується на невисокому дереві, серед чагарників або на кактусі. В кладці 4 яйця. За рік може вилупитися до двох виводків.